# World Heavyweight Championship (WWE 2002-2013)

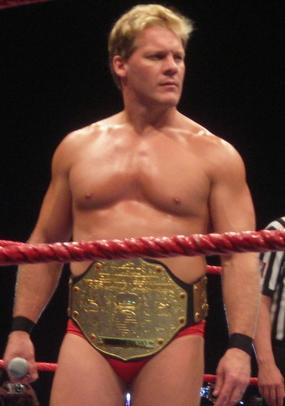
Chris Jericho con la cintura

Il World Heavyweight Championship è stato un titolo mondiale di wrestling di proprietà della WWE, creato il 2 settembre 2002 e dismesso il 15 dicembre 2013.

## Storia
La WWE ha introdotto il suo World Heavyweight Championship nel 2002 dal General Manager di Raw Eric Bischoff, con Triple H che divenne il campione inaugurale il 2 settembre 2002 (dato che Triple H era lo sfidante all'Undisputed WWE Championship). Tuttavia, la sua origine sta nel WCW World Heavyweight Championship, stabilita quando il riconoscimento è stato assegnato all'allora NWA Worlds Heavyweight Champion Ric Flair nel 1991. Nel 1993, la World Championship Wrestling si separò dalla National Wrestling Alliance e crebbe fino a diventare una promozione rivale per la World Wrestling Federation. La cintura è stata rilavorata a quel tempo per riflettere la secessione della WCW. Entrambe le federazioni sono cresciute fino a diventare mainstream e alla fine hanno ingaggiato una guerra in indici di ascolto televisivi soprannominata Monday Night War. Verso la fine della guerra dei rating, la WCW ha iniziato un declino finanziario che culminò nel marzo 2001 con l'acquisto da parte della WWF della WCW. A seguito dell'acquisto, la WWF ha acquisito la videoteca della WCW, selezionando i contratti dei talenti e i titoli tra le altre attività. La sfilza di ex talenti WCW che sono entrati nel roster della WWF ha dato inizio all'Invasion, che di fatto ha gradualmente eliminato il nome WCW. A seguito di ciò, il WCW World Heavyweight Championship è stato unificato con il WWF Championship, titolo mondiale della WWF, a Vengeance nel mese di dicembre. In occasione dell'evento, il World Championship è stato disattivato con Chris Jericho che è diventato l'ultimo WCW World Champion e successivamente l'Undisputed WWF Champion dopo aver sconfitto rispettivamente The Rock e Steve Austin. Il titolo WWF divenne l'Undisputed WWF Championship fino al settembre 2002 con la creazione di questo World Heavyweight Championship, derivato dall'Undisputed WWE Championship come il successore del WCW World Heavyweight Championship.
Dal 2002, il roster WWF aveva raddoppiato le sue dimensioni a causa della sovrabbondanza di lavoratori a contratto. A seguito dell'aumento, la WWF ha diviso il roster attraverso i suoi due principali programmi televisivi, Raw e SmackDown!, assegnando i titoli alla nomina di polene di ogni brand. Questa espansione divenne nota come il "Brand Extension". Nel maggio 2002, la WWF è stata rinominata World Wrestling Entertainment. A seguito di tali modifiche, l'Undisputed WWE Championship è rimasto affiliato sia con entrambi i brand come i concorrenti di entrambi i brand potrebbero sfidare l'Undisputed WWE Champion. A seguito della nomina di Eric Bischoff e Stephanie McMahon come General Manager dei brand rispettivamente Raw e SmackDown!, l'allora Undisputed WWE Champion Brock Lesnar era sotto contratto da Stephanie McMahon a SmackDown!, lasciando il brand di Raw senza un titolo mondiale. Il 2 settembre, dopo aver contestato la designazione dei brand del titolo Undisputed, Eric Bischoff ha annunciato la creazione del World Heavyweight Championship. Bischoff ha insignito del titolo Triple H a causa del fatto che precedenza doveva essere l'avversario in programma per Lesnar. Subito dopo, l'Undisputed WWE Championship è tornato ad essere il WWE Championship.
Fin dalla sua creazione, la storia e i regni del titolo sono spesso confusi con altri titoli in primo luogo perché il titolo non porta il nome della sua federazione designata. A contribuire a questo è l'uso comune dei termini "World Championship" o "World Heavyweight Championship" in generale per tutti i titoli mondiali riconosciuti. Ciò si traduce in allusioni spesso compiute ad altri titoli, compresi quelli della WCW e NWA, amalgamando la storia di questo titolo con la storia della cintura che la rappresenta. Come affermato dalla WWE, il World Heavyweight Championship non è una continuazione del WCW Championship, ma piuttosto è il suo successore all'Undisputed WWE Championship. Nella puntata di Raw del 1º luglio, la WWE ha onorato i precedenti campioni del mondo dei pesi massimi, tra cui gli ex campioni NWA e WCW come Lou Thesz e Ric Flair.
Durante la "Brand Extension" del 2005, il World Heavyweight Championship è passato a SmackDown! in quanto il suo detentore, Batista, fu uno dei sorteggiati per il trasferimento dei brand. In quella occasione, il WWE Championship e il suo detentore John Cena hanno intrapreso il cammino opposto. Durante il regno da campione di Rey Mysterio, da aprile a luglio 2006, il titolo venne rinominato in World Championship per poi tornare World Heavyweight Championship con il regno di King Booker.
Il 30 giugno 2008, il titolo è tornato nel brand di Raw: durante una puntata dello show, CM Punk ha battuto il campione Edge, rappresentante del brand di SmackDown!. A No Way Out, il titolo è stato riconquistato da Edge, rendendolo una esclusiva del brand di SmackDown. Il 5 aprile 2009 a WrestleMania XXV, Cena ha vinto il titolo per la seconda volta, riportandolo a Raw. Il 26 aprile 2009 a Backlash, il titolo è tornato a SmackDown dopo che Edge ha sconfitto Cena in un Last Man Standing match. Il 2 aprile 2010, il titolo è tornato a Raw quando, Jack Swagger ha sconfitto Chris Jericho, per poi seguire il percorso del suo detentore trasferendosi a SmackDown.
L'11 aprile a Raw, l'allora campione Edge ha annunciato il suo ritiro: il titolo è stato dichiarato vacante nella puntata di SmackDown del 15 aprile. Il titolo vacante è vinto da Christian a Extreme Rules in un ladder match contro Alberto Del Rio. Tuttavia, due giorni dopo a SmackDown, Christian ha perso il titolo contro Randy Orton. Christian ha riconquistato il titolo il 17 luglio, per poi riperderlo contro Orton il mese dopo. Dal 29 agosto 2011, con la fine della brand extension, il titolo è stato difeso sia a Raw che a SmackDown. Mark Henry è poi diventato il primo sfidante vincendo una Battle Royal e ha vinto il titolo a Night of Champions. Henry ha perso il titolo a TLC: Tables, Ladders & Chairs contro Big Show, che ha tuttavia subito l'incasso del Money in the Bank di Daniel Bryan, che è così diventato il nuovo World Heavyweight Champion.
Il 1º aprile 2012 a WrestleMania XXVIII, Sheamus ha vinto il titolo in 18 secondi contro Bryan. A Hell in a Cell, Sheamus ha perso contro Big Show. Nella puntata di SmackDown registrata il 5 gennaio 2013 (andata in onda l'8 gennaio 2013), Alberto Del Rio ha sconfitto Big Show in un Last Man Standing match, conquistando per la prima il World Heavyweight Championship. L'8 aprile a Raw, Dolph Ziggler ha incassato il suo contratto da Money in the Bank per vincere il World Heavyweight Championship per la seconda volta. Il 16 giugno a Payback, Ziggler ha affrontato Del Rio nella sua prima difesa titolata del World Heavyweight Championship e durante il match, un doppio turn ha avuto luogo; mentre Del Rio è diventato heel per aver ripetutamente e brutalmente preso di mira la testa di Ziggler approfittando di una commozione cerebrale di quest'ultimo per vincere il match e conquistare il titolo per la seconda volta, Dolph è diventato face quando si è rifiutato di fermarsi e ha continuato a lottare.
Il 27 ottobre 2013 a Hell in a Cell, John Cena ha fatto il suo ritorno sul ring da SummerSlam e ha sconfitto Del Rio per vincere il suo terzo World Heavyweight Championship.
Il 15 dicembre 2013, il WWE Champion Randy Orton ha sconfitto il World Heavyweight Champion John Cena a TLC: Tables, Ladders & Chairs in un Tables, Ladders and Chairs match per unificare i titoli. Con questo, Orton è stato riconosciuto come l'ultimo World Heavyweight Champion e il titolo è stato ufficialmente ritirato dalla WWE. La cintura è rimasta in uso come componente del rinominato WWE World Heavyweight Championship, fino al 18 agosto 2014, quando la Big Gold Belt è stata tolta in favore di una singola cintura ridisegnata.
Il 21 agosto 2016 a SummerSlam, a seguito del Draft avvenuto il 19 luglio e con la conseguente divisione dei roster, è stato introdotto un nuovo titolo mondiale per il roster di Raw, il WWE Universal Championship.
Nella puntata di Raw del 24 aprile 2023 venne introdotto da Triple H un nuovo titolo omonimo che, tuttavia, non è da considerarsi come una continuazione di questo ma come una versione nuova.

### Cintura
La cintura era esattamente identica al WCW World Heavyweight Championship, titolo difeso nella World Championship Wrestling e successivamente, per un breve periodo di tempo, nella World Wrestling Federation con il nome WCW/World Championship: essa era di cuoio nero con la placca centrale dorata decorata con diversi ghirigori, con un planisfero al centro con una corona sopra di esso e, all'estremità della cintura, il logo della WWE e, sotto di esso, la scritta "World Heavyweight Wrestling Champion". Essa era fissata alla parte in cuoio con otto gemme rosse e presentava, ad entrambi i lati del planisfero coronato, due wrestler intenti a combattere. Ad entrambi i lati della cintura, erano presenti due placche rettangolari dorate, fissate alla parte in cuoio con quattro gemme rosse, con al centro due wrestler intenti a combattere.

## Albo d'oro
| #  | Campione        | Regno | Data              | Giorni | Località                    | Evento                        | Note | Fonti         |
| -- | --------------- | ----- | ----------------- | ------ | --------------------------- | ----------------------------- | --- | ------------- |
| 1  | Triple H        | 1     | 2 settembre 2002  | 76     | Milwaukee, Wisconsin        | Raw                           | Dopo che il WWE Undisputed Championship divenne un'esclusiva di SmackDown!, il General Manager di Raw Eric Bischoff premiò Triple H (che era lo sfidante al WWE Undisputed Championship) con il titolo. Il 20 ottobre 2002, a No Mercy, Triple H sconfisse Kane unificando l'Intercontinental Championship appena vinto con il World Heavyweight Championship.                                      | [ 2 ] [ 3 ]   |
| 2  | Shawn Michaels  | 1     | 17 novembre 2002  | 28     | New York City, New York     | Survivor Series               | Nel primo Elimination Chamber match della storia che comprendeva anche Booker T, Chris Jericho, Kane e Rob Van Dam. | [ 4 ] [ 5 ]   |
| 3  | Triple H        | 2     | 15 dicembre 2002  | 280    | Sunrise, Florida            | Armageddon                    | In un Three Stages of Hell match vinto per 2-1. | [ 6 ] [ 7 ]   |
| 4  | Goldberg        | 1     | 21 settembre 2003 | 84     | Hershey, Pennsylvania       | Unforgiven                    | In un Title vs. Career match. Se Triple H avesse perso per squalifica o count-out, sarebbe stato privato del titolo. | [ 8 ] [ 9 ]   |
| 5  | Triple H        | 3     | 14 dicembre 2003  | 91     | Orlando, Florida            | Armageddon                    | In un Triple Threat match che comprendeva anche Kane. | [ 10 ] [ 11 ] |
| 6  | Chris Benoit    | 1     | 14 marzo 2004     | 154    | New York City, New York     | WrestleMania XX               | In un Triple Threat match che comprendeva anche Shawn Michaels. | [ 12 ]        |
| 7  | Randy Orton     | 1     | 15 agosto 2004    | 28     | Toronto                     | SummerSlam                    | | [ 13 ] [ 14 ] |
| 8  | Triple H        | 4     | 12 settembre 2004 | 85     | Portland, Oregon            | Unforgiven                    | | [ 15 ] [ 16 ] |
| —  | Vacante         | —     | 6 dicembre 2004   | —      | —                           | —                             | Reso vacante a causa di un doppio schienamento in un Triple Threat match che comprendeva anche Chris Benoit e Edge. | [ 17 ] [ 18 ] |
| 9  | Triple H        | 5     | 9 gennaio 2005    | 84     | San Juan                    | New Year's Revolution         | Triple H vinse l'Elimination Chamber match per la riassegnazione del titolo che comprendeva anche Batista, Chris Benoit, Chris Jericho, Edge e Randy Orton con Shawn Michaels come arbitro speciale. | [ 17 ] [ 19 ] |
| 10 | Batista         | 1     | 3 aprile 2005     | 282    | Los Angeles, California     | WrestleMania 21               | Il 30 giugno 2005 il titolo divenne un'esclusiva di SmackDown!. | [ 20 ] [ 21 ] |
| —  | Vacante         | —     | 10 gennaio 2006   | —      | Filadelfia, Pennsylvania    | SmackDown!                    | Reso vacante per un infortunio di Batista ai tricipiti. In onda il 13 gennaio 2006. | [ 22 ] [ 23 ] |
| 11 | Kurt Angle      | 1     | 10 gennaio 2006   | 82     | Filadelfia, Pennsylvania    | SmackDown!                    | Angle vinse una 20-man Battle Royal per la riassegnazione del titolo eliminando per ultimo Mark Henry. In onda il 13 gennaio 2006. | [ 22 ] [ 23 ] |
| 12 | Rey Mysterio    | 1     | 2 aprile 2006     | 112    | Rosemont, Illinois          | WrestleMania 22               | In un Triple Threat match che comprendeva anche Randy Orton. Durante questo regno, il titolo venne rinominato World Championship poiché Mysterio non era un peso massimo. | [ 24 ] [ 25 ] |
| 13 | King Booker     | 1     | 23 luglio 2006    | 126    | Indianapolis, Indiana       | The Great American Bash       | | [ 26 ] [ 27 ] |
| 14 | Batista         | 2     | 26 novembre 2006  | 126    | Filadelfia, Pennsylvania    | Survivor Series               | In un Last Chance match. Se King Booker avesse perso per squalifica o count-out, sarebbe stato privato del titolo. | [ 28 ] [ 29 ] |
| 15 | The Undertaker  | 1     | 1º aprile 2007    | 37     | Detroit, Michigan           | WrestleMania 23               | | [ 30 ] [ 31 ] |
| 16 | Edge            | 1     | 8 maggio 2007     | 70     | Pittsburgh, Pennsylvania    | SmackDown!                    | Edge incassò il contratto del Money in the Bank. In onda l'11 maggio 2007. | [ 32 ] [ 33 ] |
| —  | Vacante         | —     | 17 luglio 2007    | —      | —                           | —                             | Reso vacante per un infortunio di Edge al petto. In onda il 20 luglio 2007. | [ 34 ] [ 35 ] |
| 17 | The Great Khali | 1     | 17 luglio 2007    | 61     | Laredo, Texas               | SmackDown!                    | In una 20-man Battle Royal per la riassegnazione del titolo. In onda il 20 luglio 2007. | [ 34 ] [ 35 ] |
| 18 | Batista         | 3     | 16 settembre 2007 | 91     | Memphis, Tennessee          | Unforgiven                    | In un Triple Threat match che comprendeva anche Rey Mysterio. | [ 36 ] [ 37 ] |
| 19 | Edge            | 2     | 16 dicembre 2007  | 105    | Pittsburgh, Pennsylvania    | Armageddon                    | In un Triple Threat match che comprendeva anche The Undertaker. | [ 38 ] [ 39 ] |
| 20 | The Undertaker  | 2     | 30 marzo 2008     | 30     | Orlando, Florida            | WrestleMania XXIV             | | [ 40 ] [ 41 ] |
| —  | Vacante         | —     | 29 aprile 2008    | —      | Atlantic City, New Jersey   | SmackDown                     | Reso vacante dalla General Manager di SmackDown Vickie Guerrero dopo che The Undertaker aveva usato la Hell's Gate bandita. In onda il 2 maggio 2008. | [ 42 ] [ 43 ] |
| 21 | Edge            | 3     | 1º giugno 2008    | 29     | San Diego, California       | One Night Stand               | Edge sconfisse The Undertaker in un Tables, Ladders and Chairs match per la riassegnazione del titolo, costringendolo a lasciare la WWE (kayfabe). | [ 42 ] [ 44 ] |
| 22 | CM Punk         | 1     | 30 giugno 2008    | 69     | Oklahoma City, Oklahoma     | Raw                           | CM Punk incassò il contratto del Money in the Bank. Con questa vittoria il titolo divenne un'esclusiva di Raw. | [ 45 ] [ 46 ] |
| 23 | Chris Jericho   | 1     | 7 settembre 2008  | 49     | Cleveland, Ohio             | Unforgiven                    | In un Championship Scramble match che comprendeva anche Batista, John "Bradshaw" Layfield, Kane e Rey Mysterio. Jericho sostituì il campione CM Punk quando questi venne attaccato dalla Legacy. | [ 47 ] [ 48 ] |
| 24 | Batista         | 4     | 26 ottobre 2008   | 8      | Phoenix, Arizona            | Cyber Sunday                  | Steve Austin era l'arbitro speciale. | [ 49 ] [ 50 ] |
| 25 | Chris Jericho   | 2     | 3 novembre 2008   | 20     | Tampa, Florida              | Raw 800                       | In uno Steel cage match. | [ 51 ] [ 52 ] |
| 26 | John Cena       | 1     | 23 novembre 2008  | 84     | Boston, Massachusetts       | Survivor Series               | | [ 53 ] [ 54 ] |
| 27 | Edge            | 4     | 15 febbraio 2009  | 49     | Seattle, Washington         | No Way Out                    | In un Elimination Chamber match che comprendeva anche Chris Jericho, Kane, Mike Knox e Rey Mysterio. Edge, membro del roster di SmackDown, attaccò Kofi Kingston e prese il suo posto nel match. Il titolo divenne un'esclusiva di SmackDown e poiché anche il detentore del WWE Championship, Triple H, era un membro di tale roster, entrambi i titoli mondiali divennero esclusive di SmackDown. | [ 55 ] [ 56 ] |
| 28 | John Cena       | 2     | 5 aprile 2009     | 21     | Houston, Texas              | WrestleMania XXV              | In un triple threat match che comprendeva anche Big Show. Il titolo divenne nuovamente un'esclusiva di Raw e, dopo il passaggio di Triple H a Raw, entrambi i titoli mondiali divennero esclusive di Raw. | [ 57 ] [ 58 ] |
| 29 | Edge            | 5     | 26 aprile 2009    | 42     | Providence, Rhode Island    | Backlash                      | In un Last Man Standing match. Il titolo tornò ad essere nuovamente un'esclusiva di SmackDown. | [ 59 ] [ 60 ] |
| 30 | Jeff Hardy      | 1     | 7 giugno 2009     | <1     | New Orleans, Louisiana      | Extreme Rules                 | In un ladder match. | [ 61 ] [ 62 ] |
| 31 | CM Punk         | 2     | 7 giugno 2009     | 49     | New Orleans, Louisiana      | Extreme Rules                 | CM Punk incassò il contratto del Money in the Bank. | [ 62 ] [ 63 ] |
| 32 | Jeff Hardy      | 2     | 26 luglio 2009    | 28     | Filadelfia, Pennsylvania    | Night of Champions            | | [ 64 ] [ 65 ] |
| 33 | CM Punk         | 3     | 23 agosto 2009    | 42     | Los Angeles, California     | SummerSlam                    | In un Tables, Ladders and Chairs match. | [ 66 ] [ 67 ] |
| 34 | The Undertaker  | 3     | 4 ottobre 2009    | 140    | Newark, New Jersey          | Hell in a Cell                | In un Hell in a cell match. | [ 68 ] [ 69 ] |
| 35 | Chris Jericho   | 3     | 21 febbraio 2010  | 37     | Saint Louis, Missouri       | Elimination Chamber           | In un Elimination Chamber match che comprendeva anche CM Punk, John Morrison, R-Truth e Rey Mysterio. | [ 70 ]        |
| 36 | Jack Swagger    | 1     | 30 marzo 2010     | 82     | Las Vegas, Nevada           | SmackDown                     | Swagger incassò il contratto del Money in the Bank. In onda il 2 aprile 2010. | [ 71 ] [ 72 ] |
| 37 | Rey Mysterio    | 2     | 20 giugno 2010    | 28     | Uniondale, New York         | Fatal 4-Way                   | In un Fatal 4-Way match che comprendeva anche Big Show e CM Punk. Durante questo regno, il titolo venne rinominato World Championship poiché Mysterio non era un peso massimo. | [ 73 ]        |
| 38 | Kane            | 1     | 18 luglio 2010    | 154    | Kansas City, Missouri       | Money in the Bank             | Kane incassò il contratto del Money in the Bank. | [ 74 ]        |
| 39 | Edge            | 6     | 19 dicembre 2010  | 61     | Houston, Texas              | TLC: Tables, Ladders & Chairs | In un Fatal 4-Way Tables, Ladders and Chairs match che comprendeva anche Alberto Del Rio e Rey Mysterio. | [ 75 ]        |
| 40 | Dolph Ziggler   | 1     | 15 febbraio 2011  | <1     | San Diego, California       | SmackDown                     | Ziggler venne premiato col titolo da Vickie Guerrero. In onda il 18 febbraio 2011. | [ 76 ]        |
| 41 | Edge            | 7     | 15 febbraio 2011  | 56     | San Diego, California       | SmackDown                     | In onda il 18 febbraio 2011. | [ 77 ]        |
| —  | Vacante         | —     | 12 aprile 2011    | —      | Albany, New York            | SmackDown                     | Reso vacante per il ritiro di Edge. In onda il 15 aprile 2011. | [ 78 ]        |
| 42 | Christian       | 1     | 1º maggio 2011    | 2      | Tampa, Florida              | Extreme Rules                 | Christian sconfisse Alberto Del Rio in un ladder match per la riassegnazione del titolo. | [ 79 ]        |
| 43 | Randy Orton     | 2     | 3 maggio 2011     | 75     | Orlando, Florida            | SmackDown                     | In onda il 6 maggio 2011. | [ 80 ]        |
| 44 | Christian       | 2     | 17 luglio 2011    | 28     | Chicago, Illinois           | Money in the Bank             | Christian sconfisse Orton per squalifica e, come da stipulazione, vinse il titolo. | [ 81 ] [ 82 ] |
| 45 | Randy Orton     | 3     | 14 agosto 2011    | 35     | Los Angeles, California     | SummerSlam                    | In un No Holds Barred match. Dal 29 agosto 2011, con la fine della brand extension, il titolo venne difeso sia a Raw che a SmackDown. | [ 83 ]        |
| 46 | Mark Henry      | 1     | 18 settembre 2011 | 91     | Buffalo, New York           | Night of Champions            | | [ 84 ]        |
| 47 | Big Show        | 1     | 18 dicembre 2011  | <1     | Baltimora, Maryland         | TLC: Tables, Ladders & Chairs | In un Chairs match. | [ 85 ]        |
| 48 | Daniel Bryan    | 1     | 18 dicembre 2011  | 105    | Baltimora, Maryland         | TLC: Tables, Ladders & Chairs | Bryan incassò il contratto del Money in the Bank. | [ 86 ]        |
| 49 | Sheamus         | 1     | 1º aprile 2012    | 210    | Miami, Florida              | WrestleMania XXVIII           | | [ 87 ]        |
| 50 | Big Show        | 2     | 28 ottobre 2012   | 72     | Atlanta, Georgia            | Hell in a Cell                | | [ 88 ]        |
| 51 | Alberto Del Rio | 1     | 8 gennaio 2013    | 90     | Miami, Florida              | SmackDown                     | In un last man standing match. In onda l'11 gennaio 2013. | [ 89 ]        |
| 52 | Dolph Ziggler   | 2     | 8 aprile 2013     | 69     | East Rutherford, New Jersey | Raw                           | Ziggler incassò il contratto del Money in the Bank. | [ 90 ]        |
| 53 | Alberto del Rio | 2     | 16 giugno 2013    | 133    | Rosemont, Illinois          | Payback                       | | [ 91 ]        |
| 54 | John Cena       | 3     | 27 ottobre 2013   | 49     | Miami, Florida              | Hell in a Cell                | | [ 92 ]        |
| 55 | Randy Orton     | 4     | 15 dicembre 2013  | <1     | Houston, Texas              | TLC: Tables, Ladders & Chairs | In un tables, ladders and chairs match in cui era in palio anche il WWE Championship di Orton. | [ 93 ]        |
| —  | Unificato       | —     | 15 dicembre 2013  | —      | Houston, Texas              | TLC: Tables, Ladders & Chairs | Unificato con il WWE Championship, che divenne il WWE World Heavyweight Championship. La cintura del World Heavyweight Championship rimase comunque in uso come componente del titolo fino al 18 agosto 2014. | [ 94 ]        |